# 전청색
전청색(電靑色, electric blue)의 정의는 다양하지만 청록색에 가까운 것으로 간주되는 색상이며, 번개, 전기 스파크 및 이온화 아르곤 가스의 색상을 나타낸다. 원래는 전기 방전으로 생성된 이온화된 대기광의 색으로부터 명명되었지만, 나중에 은유적으로 "전기적인" 청색 계열을 모두 지칭하는 이름이 되었다. 전기 아크의 색은 다양하지만, 그 중 파란색과 보라색이 산소와 질소가 지배적인 대류권에서 생성되는 전형적인 색이다.